# Стивън Райт
Стивън Джон Райт (на английски: Stephen John Wright) е английски защитник, капитан на Ковънтри Сити.
Подписва договор като юноша с Ливърпул през 1996 и дебютира като професионалист през 1997. Първоначално е централен защитник, но е преместен вдясно.
След като не успява да се наложи в стартовия състав на Ливърпул подписва със Съндърланд през 2002 г. за 1,5 млн. лири.
През лятото на 2008 г. няколко отбора изявяват желание да купят Райт, но той преминава в Ковънтри Сити на 8 август. Избран е за техен капитан на 14 юли 2009 година.